# Principis de Madrid

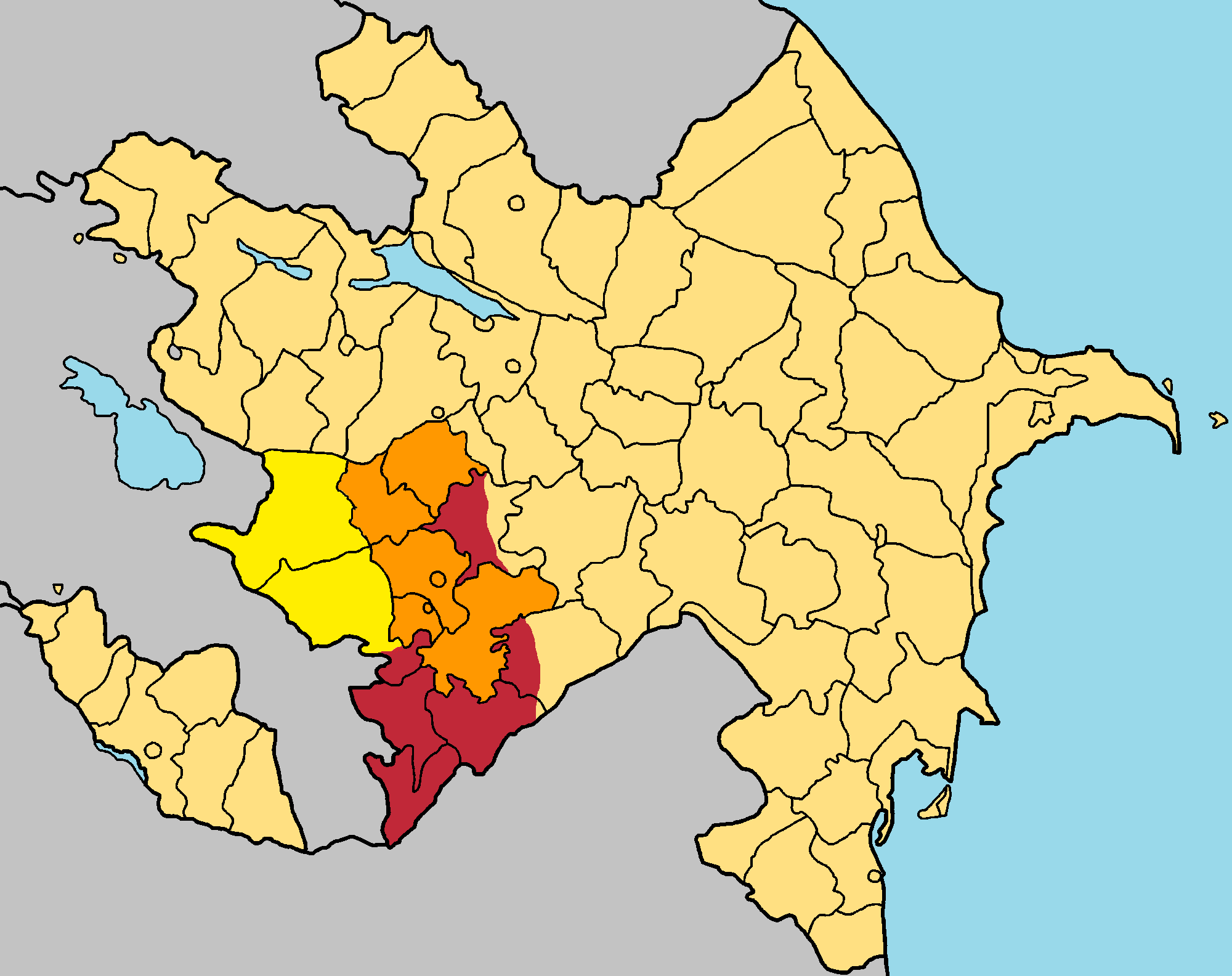
Territoris que envolten l'Alt Karabakh sota control àzeri.
Corredor que uneix Armènia amb l'Alt Karabakh.
Regió autònoma de l'Alt Karabakh
Resta d'Azerbaidjan.

Els Principis de Madrid són un dels acords de pau proposats per al conflicte de l'Alt Karabakh. La proposta va ser presentada pels ministres d'afers exteriors d'Armènia i de l'Azerbaidjan en la conferència ministerial de l'Organització per a la Seguretat i la Cooperació a Europa (OSCE), celebrada a Madrid al novembre de l'any 2007.
Els acords van originar-se a partir d'una versió revisada de la proposta d'acords per a la pau presentada pels estats del Grup de Minsk d'OSCE (França, Rússia i els Estats Units) a l'estiu de 2006.
Els representants d'Armènia i de l'Azerbaidjan van coincidir en diversos punts de l'acord, encara que van diferir en la data límit de la retirada de les forces armènies dels territoris ocupats o en els mecanismes de decisió per a decidir el futur estatus de l'Alt Karabakh.
A l'agost de 2016, el Comitè Nacional Armeni dels Estats Units (ANCA, per les seves sigles en anglès) —el lobby armeni dels Estats Units— va llançar una campanya contra els Principis de Madrid, on reclamava que aquests es van basar en la Conferència de Hèlsinki i eren "temeraris" i "antidemocràtics", demanant que l'administració Obama els rebutgés.

## Principis
Al juliol de 2009, durant el G8 celebrat a L'Aquila (Itàlia), els tres copresidents del Grup de Mink de l'OSCE, Medvédev, Obama i Sarkozy, van llançar una declaració que va instar els presidents d'Armènia i l'Azerbaidjan, Serzh Sargsyan i Ilham Alíev, a "resoldre les seves diferències i finalitzar el seu acord sobre la base d'aquests Principis Bàsics".
D'acord amb aquest anunci, els Principis Bàsics per a la solució del conflicte a l'Alt Karabakh estaven basats en la Conferència de Hèlsinki de 1975. Aquests principis són la no-utilització de la força, la integritat territorial i la igualtat de drets i autodeterminació dels pobles.
La declaració abans esmentada també va revelar els sis elements per a aquest acord:
1. Retorn dels territoris que envolten l'Alt Karabakh baix control àzeri;
2. Un estat interí per a l'Alt Karabakh amb garanties per a la seva seguretat i autogovern;
3. Un corredor que uneixi Armènia amb l'Alt Karabakh;
4. Futura determinació sobre l'estatus legal final de l'Alt Karabakh a través de l'expressió de la voluntat del territori;
5. El dret dels desplaçats i refugiats a tornar als seus antics llocs de residència; i
6. la posada en marxa d'una operació de manteniment de la pau per part de les forces de seguretat internacionals.